# Worlds’ Finest
Worlds' Finest — серия комиксов от издательства DC Comics. Она входит во вторую волну перезапуска The New 52, которые замещают шесть ранее отменённых серий. Написана Полом Левитцом и иллюстрирована Джорджем Пересом и Кевином Магуайром, главными героями являются Охотница и Пауэр Гёрл. В первом выпуске героини попадают из Земли-2 в основную вселенную DC. Охотница (дочь Бэтмена с земли-2) остаётся супергероем, а Карен ведёт жизнь миллиардера, используя свою компанию Лаборатории Старр в качестве прикрытия, пытаясь найти способ вернуться домой. После того как злодей разрушил филиал Лабораторий Старр в Японии, Карен становится супергероем Пауэр Гёрл, сражаясь вместе с Охотницей.
В первом выпуске становится известно не только то, что Охотница основной вселенной DC (Хелена Бертинелли) уже какое-то время была мертва, в то время как Хелена Уэйн использовала её личность, но и то, что, возможно, все поступки Хелены Бертинелли на самом деле под её именем совершала Хелена Уэйн.
Название серии немного отличается от выходившей раньше серии World’s Finest.